# Естонія на зимових Олімпійських іграх 2014
Естонія на зимових Олімпійських іграх 2014 року у Сочі була представлена 25 спортсменами у 6 видах спорту.

## Біатлон
Спринт
| Змагання | Спортсмени       | Час     | Промахи | Місце |
| -------- | ---------------- | ------- | ------- | ----- |
| Чоловіки | Даніл Степценко  | 26:40.5 | 1+1     | 50    |
| Чоловіки | Індрек Тобрелутс | 26:46.5 | 0+3     | 53    |
| Чоловіки | Каурі Коів       | 26:47.1 | 2+1     | 54    |
| Чоловіки | Роланд Лессінг   | 27:06.3 | 0+3     | 66    |
| Жінки    | Йоханна Таліхярм | 23:09.3 | 0+0     | 48    |
| Жінки    | Дарія Юрлова     | 24:01.1 | 1+1     | 67    |
| Жінки    | Кадрі Легтла     | 24:13.3 | 2+2     | 69    |
| Жінки    | Грете Гайм       | 24:18.2 | 1+1     | 71    |

Переслідування
| Змагання | Спортсмени       | Час     | Промахи | Місце |
| -------- | ---------------- | ------- | ------- | ----- |
| Чоловіки | Індрек Тобрелутс | 38:00.5 | 0+0+2+1 | 45    |
| Чоловіки | Каурі Коів       | 38:10.2 | 1+0+0+2 | 46    |
| Чоловіки | Даніл Степценко  | 40:52.0 | 1+1+1+4 | 59    |
| Жінки    | Йоханна Таліхярм | 37:52.5 | 2+0+0+3 | 55    |

## Фігурне катання
| Змагання                  | Спортсмени        | Коротка програма | Коротка програма | Довільна програма | Довільна програма | Підсумок | Підсумок |
| Змагання                  | Спортсмени        | Бали             | Місце            | Бали              | Місце             | Бали     | Місце    |
| ------------------------- | ----------------- | ---------------- | ---------------- | ----------------- | ----------------- | -------- | -------- |
| Чоловіче одиночне катання | Віктор Романенков | 61.55            | 23               | 78.44             | 24                | 139.99   | 24       |